# 仿生獸

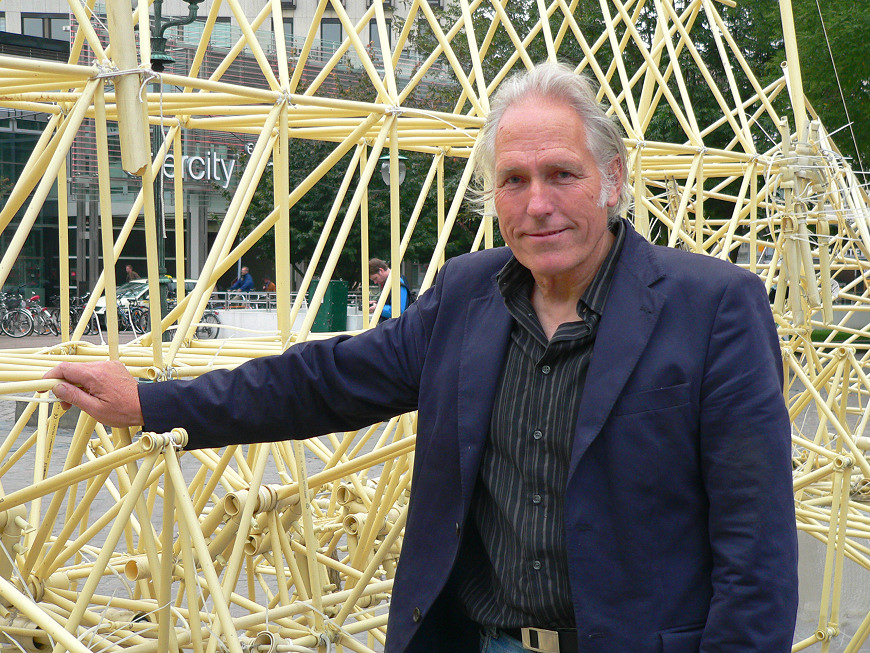
Theo Jansen

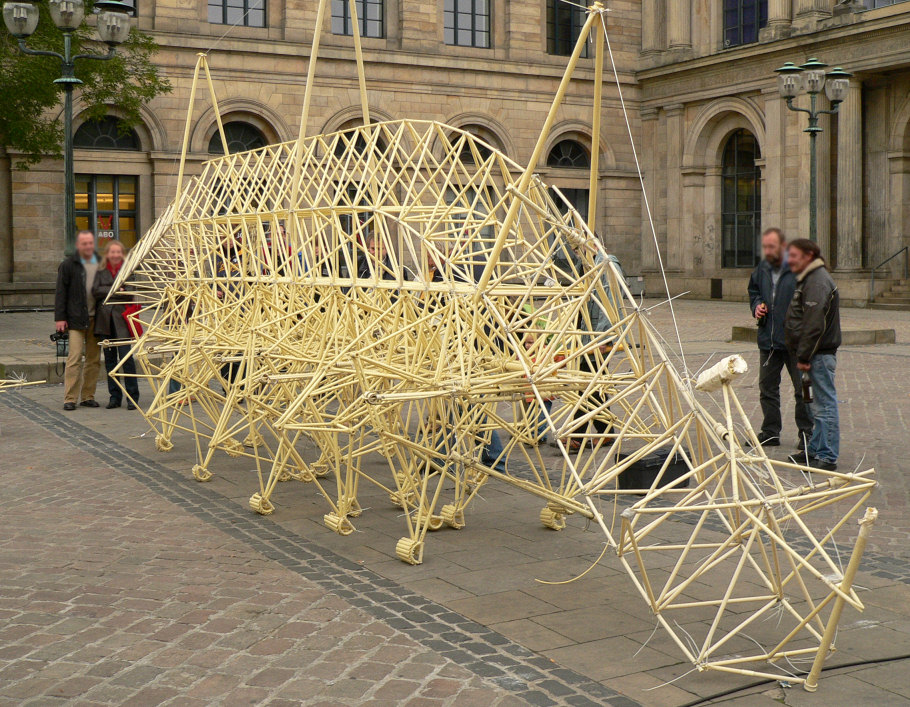
在漢諾威展示的仿生獸

仿生獸（直译：沙灘動物）是由荷兰藝術家泰奧楊森利用塑膠、木頭等常見的物體所創造的機械。仿生獸藉由風力推動 ，可以做出一些仿生物的動作，甚至可以自行躲避障礙物。